# Fluconazol
Fluconazol (generisch geneesmiddel) is een geneesmiddel uit de triazolenfamilie, dat gebruikt wordt bij de behandeling van oppervlakkige en systemische infecties van gisten en schimmels.
Fluconazol is ontwikkeld door Pfizer en kwam voor het eerst op de markt in 1990. Inmiddels is het verkrijgbaar als goedkoop generiek geneesmiddel. Het komt voor op de modellijst van essentiële geneesmiddelen van de Wereldgezondheidsorganisatie, waarop de belangrijkste geneesmiddelen staan die noodzakelijk zijn in een basisgezondheidssysteem. Het is verkrijgbaar als tablet en als suspensie voor oraal gebruik en ook als infusievloeistof.

## Farmacologie

### Werkingsmechanisme
Fluconazol is primair fungistatisch, maar kan fungicidaal zijn tegen sommige schimmels op een dosis-afhankelijke manier, bijvoorbeeld Cryptococcus. Net als andere imidazool- en triazoolderivaten remt fluconazol het cytochroom P450 enzym 14α-demethylase van de schimmel. De remming van dit enzym voorkomt de omzetting van lanosterol naar ergosterol (provitamine D2), een essentiële component van de celmembraan van de schimmel. Dit leidt tot verlies van normale sterolen en ophoping van 14α-methylsterolen en het permeabel worden van de celmembraan, waardoor de inhoud van de cel weglekt.
De zoogdiervariant van dit demethylase-enzym is veel minder gevoelig voor fluconazol dan de fungale variant. Bij mensen wordt echter ook de synthese van cortison en testosteron geremd door fluconazol.
Fluconazol verschilt van eerdere azool antischimmelmiddelen (zoals ketoconazol) in dat de molecuulstructuur een triazoolring in plaats van een imidazoolring bevat. Terwijl de imidazole antischimmelmiddelen voornamelijk uitwendig worden toegepast, hebben fluconazol en verschillende andere triazool antischimmelmiddelen de voorkeur wanneer een systemische aanpak vereist is, vanwege hun betere veiligheidsprofiel en voorspelbare absorptie bij orale toediening.

### Microbiologie
Fluconazol is een breed spectrum antimycoticum, het is werkzaam tegen een groot aantal schimmels. Zo is het actief tegen de volgende micro-organismen:
- Blastomyces dermatitidis
- Candida spp. (uitgezonderd C. krusei en C. glabrata)
- Coccidioides immitis
- Cryptococcus neoformans
- Epidermophyton spp.
- Histoplasma capsulatum
- Microsporum spp.
- Trichophyton spp.

### Farmacokinetiek
Na orale inname wordt fluconazol vrijwel compleet geabsorbeerd binnen twee uur. De biologische beschikbaarheid wordt niet significant beïnvloed door gelijktijdige inname van maaltijden of van H2-antihistaminica (bijvoorbeeld ranitidine). Concentraties gemeten in de urine, traanvocht en huid zijn ongeveer 10 maal de plasmaconcentratie, terwijl de concentraties in speeksel, sputum en vaginaal vocht ongeveer gelijk zijn aan de plasmaconcentraties.
Fluconazol wordt maar langzaam uitgescheiden, het heeft een halveringstijd van 22 tot 31 uur. Slechts een klein deel (11%) wordt omgezet via de stofwisseling in metabolieten die via de nieren in de urine worden uitgescheiden. Het grootste deel van de fluconazol wordt onveranderd uitgescheiden in urine en transpiratievocht. Tot 28 dagen na beëindiging van de therapie blijven nog therapeutische doseringen fluconazol in de huid (hoornlaag) aanwezig. Bij dagelijkse doseringen van 50 tot 400 mg worden na 5 tot 10 dagen stabiele plasmaconcentraties bereikt.
Vanwege de lange halveringstijd, zijn dagelijkse doses van 100 mg voldoende voor de behandeling van candidiasis; doseringen om de dag zijn voldoende voor infecties met dermatofyten. In veel gevallen is een eenmalige dosis van 150 mg voldoende, bijvoorbeeld bij "witte vloed", een vaginale candidainfectie. Meestal worden doseringen tussen 100 mg en 800 mg per dag gebruikt.
In poedervorm is fluconazol een wit kristallijn poeder. Het is goed oplosbaar in water en in alcohol.

## Klinische toepassingen

### Indicaties
Fluconazol is geïndiceerd voor de behandeling en profylaxe van schimmelinfecties wanneer andere antifungale medicatie niet aanslaat of niet getolereerd wordt (b.v. vanwege bijwerkingen). Bij candidiasis is fluconazol het meestgebruikte geneesmiddel:
- De behandeling van niet-systemische Candida-infecties van de vagina, keel en mond. In geval van een lichte Candida-infectie (witte vloed) is een enkele dosis van 150 mg vaak voldoende. Is de infectie ernstig, dan is een nieuwe dosis na drie dagen nodig.[7] Niet alle candidastammen zijn echter voor dit middel gevoelig.
- Bepaalde systemische Candida-infecties bij mensen met een gezond immuunsysteem, waaronder infecties van het vaatstelsel, nieren of gewrichten. Andere antifungale middelen hebben de voorkeur wanneer de infectie zich in het hart of centraal zenuwstelsel bevindt, evenals voor de behandeling van actieve infecties bij mensen met een zwak immuunsysteem.
- De preventie van Candida-infecties bij mensen met een zwak immuunsysteem, zoals patiënten met neutropenie als gevolg van chemotherapie of radiotherapie, mensen met vergevordere hiv-infecties, transplantatiepatiënten en prematuur geboren baby's.
- Tinea corporis, tinea cruris of tinea pedis (zwemmerseczeem)
- Kalknagel (onychomycose)

Fluconazol kan de eerste keus zijn bij de volgende indicaties:
- Coccidioidomycose
- Cryptococcose, een opportunistische infectie bij o.a. aids
- Histoplasmose,
- Profylaxe van candidiasis in geval van immunodeficiëntie,
- Fungale meningitis (cryptococcale meningoencefalitis), aangezien fluconazol gemakkelijk de bloed-hersenbarrière passeert

Fluconazol is niet werkzaam tegen:
- Schimmels uit het geslacht Aspergillus of andere draadvormige schimmels.

### Resistentie
Resistance voor farmaca in de azoolgroep ontwikkelt zich meestal geleidelijk gedurende een langere behandeling.
Resistentie tegen fluconazol kan op verschillende manieren ontstaan:
- puntmutaties in het ERG11 gen, dat codeert voor 14α-demethylase. Deze mutaties verminderen de affiniteit van het enzym voor binding met fluconazol (of een ander azool), terwijl de binding van het natuurlijke substraat van het enzym, lanosterol, niet wordt beïnvloed. Ontwikkeling van resistentie voor een azool op deze manier, veroorzaakt resistentie voor alle azolen.
- Overexpressie van ERG11 veroorzaakt hoge concentraties van het 14α-demethylase-enzym, waardoor meer fluconazol nodig is voor hetzelfde effect.
- Een andere manier van ontwikkelen van resistentie, ontwikkeld door zowel bepaalde Candida albicans en Candida glabrata soorten, is verhoging van de snelheid van verwijdering van het azool uit de cel.

Ook van andere genmutaties is bekend dat ze bijdragen aan het ontwikkelen van resistentie. Candida glabrata ontwikkelt resistentie door opregulatie van CDR-genen, en resistentie in Candida krusei ontstaat door verminderde gevoeligheid van het enzym voor remming door het farmacon.
De gevoeligheid voor en resistentie tegen fluconazol kan sterk per stam uiteenlopen. Volgens het amerikaanse CDC is de resistentie tegen fluconzol onder Candida stammen in de VS circa 7%.

## Waarschuwingen
Fluconazol-therapie kan aanleiding geven tot verlenging van het (op een elektrocardiogram zichtbare) QT interval. Dit kan aanleiding geven tot ernstige hartritmestoornissen. Vandaar dat voorzichtigheid betracht moet worden bij patiënten met risicofactoren voor een verlenging van het QT-interval, zoals verstoring van de elektrolytenbalans of gebruik van andere medicatie die het QT-interval kan verlengen (met name cisapride, maar ook terfenadine, astemizol, erytromycine, pimozide en kinidine).
Fluconazol-gebruik is ook in zeldzame gevallen geassocieerd met ernstige en zelfs fatale leverbeschadiging. Om deze reden moet ook voorzichtigheid worden betracht bij patiënten met een bestaande leverziekte of leverfunctiestoornis. Vandaar ook dat regelmatig leverfunctietests worden uitgevoerd tijdens de behandeling met fluconazol, waarbij de behandeling gestaakt wordt indien zich tekenen van leverstoornissen voordoen. Hepatotoxiciteit door fluconazol is meestal, maar niet altijd, reversibel.
De uitscheiding van fluconazol wordt sterk beïnvloed door de nierfunctie. Patiënten met een verminderde nierfunctie, zoals bij ouderen vaak het geval is, lopen een verhoogd risico op overdosering. Een hemodialyse van drie uur verlaagt de plasmaconcentraties met de helft.
Ook kunnen er andere hevige bijverschijnselen optreden, zoals het Stevens-Johnson-syndroom. Dat gebeurt echter vooral bij mensen met aids, die verschillende geneesmiddelen tegelijkertijd slikken.

### Contraindicaties
Fluconazol is gecontraïndiceerd bij patiënten met:
- bekende overgevoeligheid voor fluconazol. Voorzichtigheid is te betrachten bij overgevoeligheid voor andere azool-antischimmelmiddelen, zoals ketoconazol.
- gelijktijdig gebruik van cisapride, terfenadine, kinidine en astemizol, vanwege het risico op ernstige hartritmestoornissen.[2]
- SSRIs gebruiken (selectieve serotonine-heropnameremmers), zoals fluoxetine of sertraline
- zwangerschap en lactatieperiode: Bij proefdieren verzoorzaakt fluconazol teratogene effecten. Bij mensen zijn er berichten over aangeboren afwijkingen bij vrouwen die gedurende een langere periode met hoge doses (400 tot 800 mg/dag) fluconazol zijn behandeld.[13] Dit risico lijkt er niet te zijn bij een eenmalige, lage dosering fluconazol van bijvoorbeeld 150 mg.[13] Een studie uit 2013 vond geen aanwijzingen voor een verhoogd risico op geboorteafwijkingen bij gebruik van lagere doseringen fluconazol (tot 200 mg per dag).[14] Nieuwer onderzoek concludeerde echter dat bij vrouwen die flucanozol tijdens de zwangerschap gebruiken, het risico op spontane abortus met ongeveer de helft is verhoogd.[15] Hoge concentraties fluconazol zijn in de moedermelk aangetroffen van vrouwen die fluconazol gebruikten. Om deze reden wordt afgeraden fluconazol te gebruiken tijdens het geven van borstvoeding.[3]

### Bijwerkingen
Over het algemeen wordt fluconazol goed verdragen. Bij de patiënten die een eemalige dosis krijgen voor de behandeling van vaginale candidiasis traden bij 16−26% van de patiënten bijwerkingen op die konden samenhangen met het gebruik van fluconazol. Bij patiënten die meer dan zeven dagen achter elkaar een dosis kregen, trad bij 16% bijwerkingen op. In 1,5% van de gevallen waren die dusdanig van aard dat de behandeling gestopt moest worden.
Gerapporteerde bijwerkingen zijn:
- Veelvoorkomend (meer dan 1% van de patiënten): exantheem, hoofdpijn, duizeligheid, misselijkheid, overgeven, buikpijn, diarree, en/of verhoogde leverenzymen
- Sporadisch (0.1 - 1% van de patiënten): anorexia, vermoeidheid, constipatie
- Zelden (minder dan 0,1% van de patiënten): oligurie, hypokaliëmie, duizeligheid, paresthesie, toevallen, alopecia, syndroom van Stevens-Johnson, trombocytopenie, ernstige hepatotoxiciteit inclusief leverfalen, anafylaxie
- Zeer zelden: verlenging van QT interval, torsades de pointes.

Ook erytrodermie (exfoliatieve dermatitis) kan zich ontwikkelen tijdens de behandeling met fluconazol, in enkele gevallen heeft dat een fatale afloop gehad. Bij patiënten die vlekjes ontwikkelen tijdens de behandeling dient de behandeling gestaakt te worden. Bij kwetsbare patiënten moet de patiënt dan goed gevolgd worden.

### Interacties
Fluconazol is een sterke remmer van de cytochroom P450-leverenzymen CYP2C9 en CYP2C19 en een matige remmer van het CYP3A4-enzym. Dit geeft een verhoogd risico op wisselwerkingen met geneesmiddelen en andere actieve stoffen die via deze enzymen omgezet worden, doordat deze stoffen vertraagd afgebroken worden, wat tot verhoogde concentraties leidt. Vanwege de lange halveringstijd kan dit effect tot vijf dagen na beeïndiging van de behandeling aanhouden. Vergeleken met andere geneesmiddelen uit de groep azolen heeft fluconazol echter de minste interactie met leverenzymen.
De volgende interacties zijn bekend:
- Bij combinatie met antistollingsmiddelen kan fluconazol de stollingstijd van het bloed verlengen.
- Flucozanol verlengt de halveringstijd van gelijktijdig toegediende sulfonylureumderivaten (o.a. tolbutamide, glibenclamide en glipizide). Bij gelijktijdig gebruik van deze middelen kan een te laag bloedsuikergehalte (hypoglykemie) ontstaan.[2][16]
- Patiënten die antistollingsmiddelen van het coumarinetype gebruiken, moeten rekening houden met een verlenging van de protrombinetijd, wat aanleiding kan geven tot bloedingen, zoals blauwe plekken, neusbloedingen, gastrointestinale bloedingen, melena en bloed in de urine.[2]
- Bij gelijktijdig gebruik van voriconazol moet men alert zijn op versterking van de bijwerkingen van voriconazol.[2]
- Fluconazol kan de serumconcentraties van tacrolimus vervijfvoudigen. Dit geldt echter alleen bij orale toediening van tacrolimus. Hoge niveaus van tacrolimus zijn nefrotoxisch.[2]
- Gebruik van midazolam samen met fluconazol verhoogt significant de serumconcentraties van midazolam, met een duidelijk effect op de psychomotorische functies. Voor triazolam is een soortgelijk effect aangetoond. Mogelijk gaat hetzelfde op voor andere kortwerkende benzodiazepinen.[2]
- Wanneer fluconazol samen met orale anticonceptiva wordt gebruikt, wordt er bij een dosering van 200 mg per dag een verhoging van de serumconcentraties oestradiol (40% hoger) en levonorgestrel (24% hoger) waargenomen. Dit beïnvloedt de effectiviteit van de anticonceptie waarschijnlijk niet.[2]
- Via de remming van de cytochroom P450-leverenzymen CYP2C9 en CYP2C19 en CYP3A4 kan fluconazol de bloedspiegels van nog diverse andere medicijnen verhogen. Dat kan de werking en het optreden van bijwerkingen van deze middelen beïnvloeden. Het kan nodig zijn de dosering van deze farmaca aan te passen. Voorbeelden van dergelijke middelen zijn: calciumantagonisten,[1][2] carbamazepine,[1][2] warfarine,[1][2] cisapride,[1][2] colchicine,[1] ciclosporine,[1][2] statines (lovastatine, simvastatin en in mindere mate atorvastatine),[1][2] fenytoïne,[1][2] pimozide,[1][2] rifabutine,[1][2] tacrolimus,[1][2] sirolimus,[2] theofylline,[2] tofacitinib,[2] rifampicine[2][16] alfentanil,[2] amitriptyline,[2] nortriptyline,[2] celecoxib,[2] cyclofosfamide,[2] fentanyl,[2] halofantrine,[2] losartan,[2] methadon,[2] NSAID's,[2] prednison,[2] saquinavir,[2] vinca alkaloïden[2] en zidovudine[2].

## Dosering
De dosering varieert per indicatie en ook tussen patiëntengroepen, en kan variëren tussen een kuur van twee weken lang dagelijks 150 mg bij vulvovaginale candidiasis tot eenmaal per week 150 à 300 mg voor resistente huidinfecties. Een dagelijkse dosis tussen 50 en 600 mg wordt wel ingezet bij systemische of zware infecties. Bij urgente infecties zoals een door gist veroorzaakte meningitis kan 800 mg/dag worden gebruikt.
Doseringen voor kinderen lopen op van 2 mg/kg bij baby's tot maximaal 8 mg/kg. Bij sommige oudere kinderen met voldoende klaring kan tot 12 mg/kg worden gegaan, tenzij de dagdosering dan hoger wordt dan 600 mg.

### Overdosering
Er zijn enkele gevallen bekend van overdosering door fluconazol, waarbij de patiënten hallucinaties en paranoïde gedrag kregen. In geval van overdosering kan maagspoeling, samen met behandeling van de symptomen, uitkomst bieden. Hemodialyse gedurende drie uur kan de plasmaconcentraties met de helft verlagen.
Muizen die extreem hoge doseringen fluconazol kregen toegediend, ontwikkelden verminderde motiliteit, vertraagde ademhaling, ptose, traanvorming, speekselvorming, urine-incontinentie en cyanose. Soms trad de dood in, voorafgegaan door klonische convulsies.